# Jean-Antoine-Marie Monperlier
Jean-Antoine-Marie Monperlier, né à Lyon le 13 juin 1788, où il est mort le 23 mars 1819, est un poète, chansonnier, goguettier et auteur dramatique français.

## Biographie
Tandis qu'il étudie le dessin industriel dans une fabrique lyonnaise, il publie en 1811 un recueil de vers et fait ensuite représenter au Théâtre des Célestins plusieurs œuvres dramatiques — mélodrames, opéras-comiques, vaudevilles — qui sont accueillies favorablement.
Monperlier est également poète et chansonnier. Il fréquente Béranger, à qui il adresse à ses débuts une épître en vers intitulé Sur les désagréments qu'éprouve un jeune Poète, en entrant dans la carrière. Béranger lui répond par quelques conseils, entre autres celui de fuir la mélancolie : « Soyez Français, riez ; tous vos vers seront bons... »
Montperlier est membre de la Société historique, archéologique et littéraire de Lyon et de la Société épicurienne, la plus ancienne goguette lyonnaise connue, fondée le 28 janvier 1810.
En 1812, en référence à la société chantante du Caveau moderne parisien, est fondé à Lyon le Caveau lyonnais. Montperlier en fait partie.
Avec un autre de ses membres, il vient à Paris visiter le Caveau parisien. Justin Cabassol rappelle le souvenir de cette visite en 1865 :
Le Caveau de 1812 était affilié au Caveau Parisien, et même deux de ses membres, Félix Pitt et Montperlier, vinrent à Paris, et eurent une franche et cordiale réception de la part de l'excellent Désaugiers, alors président, qui leur fit les honneurs de la table de Balaine, au Rocher de Cancale, rue Montorgueil.
Pitt y chanta Il faut vivre, couplets pleins d'entrain et de gaité ; Montperlier y fit entendre sa délicieuse chanson des Petits pieds de Lise.
En 1815, le Dictionnaire des protées modernes, dans son article sur Montperlier, précise qu'il est « président du caveau lyonnais, membre du cercle littéraire de Lyon, correspondant des soupers de Momus, auteur dramatique, dont les pièces alimentent continuellement les théâtres de Lyon, qui, sans M. Montperlier, seraient dans la plus grande détresse. » 
Montperlier vient s'installer à Paris. Il y fait jouer, sans s'enrichir, près d'une vingtaine de pièces, et meurt dans sa ville natale à 30 ans.
Une de ses pièces, Les Chevaliers de Malte, sert de trame au livret d’Il crociato in Egitto de Meyerbeer.

## Œuvres
Théâtre
- La Pucelle d'Orléans, mélodrame en 3 actes et en prose, Lyon, Théâtre des Célestins, 11 janvier 1812
- Le Château de Pierre-Scise, ou l'Héroïsme de l'amour filial, mélodrame en trois actes, en prose, Paris, Théâtre de l'Ambigu-Comique, 30 juin 1812
- Mon oncle Tobie, ou Plus de cloison, comédie-vaudeville en 1 acte, Lyon, Théâtre des Célestins, 25 juillet 1812
- Le Siège de Tolède, ou Don Sanche de Castille, mélodrame en 3 actes, en prose et à spectacle, orné de danses, chants, Lyon, Théâtre des Célestins, 11 août 1812
- Les Femmes infidèles, ou l'Anneau de la reine Berthe, opéra-vaudeville en 3 actes, en prose et à spectacle, Lyon, Théâtre des Célestins, 22 septembre 1812
- Le Joueur de flûte, ou les Effets de l'harmonie, opéra-comique en 1 acte, Lyon, Théâtre des Célestins, 2 janvier 1813
- Charles de Blois, ou le Château de Bécherel, mélodrame historique en 3 actes, en prose et à spectacle, Lyon, Théâtre des Célestins, 19 janvier 1813
- Les Voisins brouillés, ou les Petits Propos, tableaux villageois en 1 acte, Paris, Théâtre de la Gaité, 17 août 1813
- Les Chevaliers de Malte, ou les Français à Alger, mélodrame en 3 actes et en prose, avec Hyacinthe Albertin et Jean-Baptiste Dubois, Lyon, Théâtre des Célestins, février 1813[10] Texte en ligne
- Almanza, ou la Prise de Grenade, mélodrame héroïque en 3 actes à grand spectacle, Paris, Théâtre de l'Ambigu-Comique, 23 juillet 1814 Texte en ligne
- Le Prince et le Soldat, mélodrame en 3 actes, en prose et à grand spectacle, Paris, Théâtre de l'Ambigu-comique, 29 novembre 1814
- Le Gouverneur, ou Une nouvelle éducation, comédie en 1 acte, Paris, Théâtre de l'Ambigu-Comique, 23 février 1815
- Le Berceau de Henri IV à Lyon, ou la Nymphe de Parthénope, scènes allégoriques mêlées de chants et de danses, avec Hyacinthe Albertin et Jean-Baptiste Augustin Hapdé, Lyon, Grand-Théâtre, 9 juin 1816
- Le Panier de cerises, vaudeville anecdotique en 1 acte, Paris, Théâtre de la Porte-Saint-Martin, 15 mai 1817
- L'Anneau de la reine Berthe, ou les Femmes infidèles, mélodrame mêlé de vaudevilles, en 3 actes, en prose et à spectacle, Paris, Théâtre de la Porte-Saint-Martin, 27 septembre 1817
- Le Passe-partout, comédie-vaudeville en 1 acte, avec Antoine-Marie Coupart, Paris, Théâtre de la Porte Saint-Martin, 10 août 1819

Poésie
- Le Cimetière, suivi de la Mort d'Oscar, d'Un voyage au Mont-Cindre, poèmes, et de quelques pièces fugitives, 1811 ; 1812 Texte en ligne
- Le Retour des Bourbons, poème qui a remporté le prix au concours extraordinaire de poésie, proposé par l'Académie des sciences, belles-lettres et arts de Lyon, le 21 décembre 1815
- Le Héros du midi, ode qui a obtenu l'accessit du prix de poésie, au jugement de l'Académie des sciences, belles-lettres et arts de Lyon, le 5 septembre 1816